# ヒデ・ユリウス
ヒデ・ユリウス（Hidde Jurjus、1994年2月9日 - ）は、オランダ・ヘルダーラント州リヒテンフォールデ出身のプロサッカー選手。ポジションはGK。